# زان: ياشا إنبوكيوكو
زان: ياشا إنبوكيوكو (باليابانية: 斬 夜叉円舞曲)، هي لعبة فيديو من نوع استراتيجية الحرب، حيث صدرت في الأسواق اليابانية سنة 1990، وتعمل على منصات بي سي-8801، حاسوب إن إي سي - 9801 وميجا درايف.